# Celines love
Celines love er betegnelsen for tre love omhandlende regeringsførelse og liberalisme tilskrevet Hagbard Celine, en person fra Robert Anton Wilsons og Robert Sheas Illuminatus-trilogi (danskoversat af Rasmus Larsen 2012, englsk: Illuminatus! Trilogy) (1969 – 1971).
Celine fungerer i trilogien som et talerør for specielt Wilsons egne politiske og filosofiske meninger, som oftest var af liberalistisk eller anarkistisk natur.
Celines love er skitseret i trilogien i et manifest med titlen: Fløjt aldrig mens du pisser.. Wilson uddyber efterfølgende lovene i sit faglitterære værk Prometheus opstand (ikke danskoversat, engelsk: Prometheus Rising), hvori han argumenterer for at de er en indbygget konsekvens af den gennemsnitlige menneskelige psyke.
Manifestet vedgiver at lovene er generelt formuleret, men insisterer på at de kan bruges til at finde kilden til ethvert stort riges forfald og undergang.

## Celines første lov
National sikkerhed er den væsentligste kilde til national usikkerhed.
Forfattet med baggrund i den kolde krigs omsiggribende paranoia, afspejler den første lov det faktum at man for at have national sikkerhed, først må have et hemmeligt politi for at kunne beskytte den. Men eftersom interne og eksterne fjender naturligvis ihærdigt vil prøve at infiltrere dette politi og at politiet i sig selv må have vide beføjelser og magt, vil sådan et politi selv være ideelt placeret ti at kunne afpresse og intimidere andre regeringsmedarbejdere. Derfor må der skabes et andet højerestående hemmeligt politi for at kunne overvåge det første hemmelige politi. Og endnu et højere hemmeligt politi for at kunne overvåge det andet hemmelige politi. Og så videre; Reductio ad absurdum.
Denne tilsyneladende evige række af hemmelige politi, ville fortsætte indtil hver eneste person i landet er optaget af at udspionere hinanden, eller indtil pengene er opbrugt. Og eftersom denne paranoide altomgribende politisering uundværligt vil ramme landets egne borgere, vil det medføre at landets borgere vil blive mere udsatte for trussel fra deres eget hemmelige politi end de før var fra den fjende de oprindelig prøvede at beskytte sig mod. Wilson mente at Sovjetunionen led under denne Celines første lov i overflod, og det var kommet så vidt at det var rædselsslagen for kunstnere der i virkeligheden kun ville kunne gøre dem minimal skade.
Samtidigt, eftersom der vil blive problemer med finansieringen, vil den fuldkomne sikkerhed alligevel aldrig blive opnået og befolkningen vil stadigt være truet af den oprindelige trussel – såvel som den nye introduceret med det voksende hemmelige politi.

## Celines anden lov
Sandfærdig kommunikation er kun muligt i en ikke-afstraffende situation.  
Genformuleret mange gange af Wilson, som kommunikation sker kun mellem ligeværdige. Celine betegner denne lov som "et simpel udsagn om det åbenlyse" og henviser til at enhver der befinder sig under en autoritet vil føle sig fristet til at flattere denne autoritet, for på denne måde at beskytte dem selv mod vold eller underminering af personlig sikkerhed (f.eks. i form af at miste ens arbejde). Det er oftest mere i ens egen interesse at fortælle ens overordnede hvad de gerne vil høre, frem for hvad der er sandt.
I ethvert hierarki vil alle lag, under det absolut højeste, være underlagt et pres for at se verden i den form deres overordnede forventer den ser ud, og at give den feedback som det forventes de overordnede ønsker at få. Således vil enhver hierarkisk organisation opbakke dets lederes i hvad lederne allerede holder som sandhed, frem for at modsige eller udfordre dem med anderledes synspunkter.
I Prometheus opstand giver Wilson eksemplet med FBI under J. Edgar Hoover. Hoover så kommunistiske spioner overalt og gav hans agenter besked om at jage dem. Derfor begyndte FBI agenter at se og opfatte alt hvad de kunne som del af en kommunistisk sammensværgelse. Nogle stod endda ikke tilbage for bevidst at fabrikere beviser, lave grundløse arrestationer, hænge folk ud som kommunister, og gøre alt der kunne tilfredsstille Hoovers behov for at finde og fordrive en imaginær kommunistisk sammensværgelse. Hoover mente imidlertid ikke den var imaginær, men at den i højeste tilfælde var fuldkommen reel og eksisterende. Men enhver agent der vovede at påpege det manglende bevis for dette, blev forment forfremmelse eller i værste fald, fyret og selv udråbt som kommunist. Enhver agent som kendte til sandheden ville være særdeles påpasselig med at holde den hemmelig.
Ifølge Celine, vil ethvert hierarki handle mere for at skjule sandheden fra dets ledere end det vil for at oplyse lederne.

## Celines tredje lov
En hæderlig politiker er en national tragedie.
Celine medgiver at den tredje lov som udgangspunkt synes absurd. Men hvor en uhæderlig politiker kun er interesseret i at fremme sin egen sag gennem misbrug af offentlig embeder, vil en hæderlig politiker være uhyre mere farlig, da denne er åbenhjerteligt interesseret i at forbedre samfundet gennem politiske handlinger, og det betyder flere regler.
Og flere regler vil, ifølge Celine, blot skabe flere kriminelle. Love har den indbyggede egenskab at de indskrænker den personlige frihed, og den eksplosive hast i hvilken nye love bliver indført har bevirket at alle borgere i løbet af en gennemsnitlig dag ikke vil have en chance for at sætte sig ind i alle reglerne, og på ingen måde kan undgå at overtræde i det mindste en af den ustyrlige mængde af love. Det er udelukkende gennem ærlige og hæderlige politikere, der ved hjælp af lovgivning vil ændre verdenen, at sandt tyranni kan fremvokse på ryggen af et overdrevent lovmaskineri.
Korrupte politikere prøver blot på at mele deres egen kage. Hæderlige politikere forkrøbler folkets frihed med en uoverskuelig lovjungle. Ergo er korrupte politikere at foretrække.